# Hoa hậu Hoàn vũ Việt Nam
Hoa hậu Hoàn vũ Việt Nam (tiếng Anh: Miss Cosmo Vietnam) là cuộc thi sắc đẹp cấp quốc gia của Việt Nam được tổ chức hằng năm bắt đầu từ 2022, trước đó cuộc thi được tổ chức định kỳ hai năm một lần từ 2008 đến 2019. Cùng với Hoa hậu Việt Nam và Hoa hậu Thế giới Việt Nam, Hoa hậu Hoàn vũ Việt Nam được xem là một trong ba cuộc thi sắc đẹp uy tín và danh giá nhất.
Hoa hậu Hoàn vũ Việt Nam được tổ chức bởi Công ty Cổ phần Hoàn vũ Sài Gòn (Unicorp). Từ năm 2008 đến 2022, cuộc thi được tổ chức với mục đích chính là lựa chọn đại diện dự thi Hoa hậu Hoàn vũ – một trong bốn cuộc thi sắc đẹp quốc tế lớn – nên còn sử dụng thêm tên gọi tiếng Anh là Miss Universe Vietnam. Từ 2023, Unicorp chính thức ngừng gia hạn hợp đồng cử đại diện tham gia Hoa hậu Hoàn vũ, nhưng vẫn sẽ tiếp tục tổ chức cuộc thi này. Bắt đầu từ năm 2023, cuộc thi sẽ tìm kiếm đại diện dự thi Hoa hậu Hoàn vũ Quốc tế – cuộc thi nhan sắc quốc tế đầu tiên do UniMedia thành lập.
Đương kim Hoa hậu Hoàn vũ Việt Nam là Nguyễn Hoàng Phương Linh đến từ Thành phố Hồ Chí Minh.

## Lịch sử
Hoa hậu Hoàn vũ Việt Nam 2008 là cuộc thi Hoa hậu Hoàn vũ Việt Nam đầu tiên, diễn ra tại khu du lịch Vinpearl Land, Nha Trang vào ngày 31 tháng 5 năm 2008 với dự tham gia của 20 thí sinh. Đêm chung kết cuộc thi diễn ra bốn phần thi là: áo dạ hội, áo tắm, áo dài và ứng xử. Người chiến thắng là Nguyễn Thùy Lâm đến từ Thái Bình, cô cũng là Hoa hậu Hoàn vũ Việt Nam đầu tiên. Thùy Lâm là đại diện của Việt Nam tại Hoa hậu Hoàn vũ 2008 diễn ra vào ngày 14 tháng 7 cùng năm, cũng tại Nha Trang. Á hậu 1 là Võ Hoàng Yến đại diện Việt Nam tại Hoa hậu Hoàn vũ 2009 còn Á hậu 2 Dương Trương Thiên Lý tranh tài tại Hoa hậu Thế giới 2008.
Sau hơn 6 năm, cuộc thi Hoa hậu Hoàn vũ Việt Nam chính thức quay lại vào năm 2014. Tuy nhiên trong quá trình xin ý kiến từ Cục Nghệ thuật biểu diễn, cuộc thi đã không được cấp phép. Sau đó, đại diện dự kiến tại Hoa hậu Hoàn vũ 2014 sẽ là Á hậu 2 của cuộc thi Hoa hậu Việt Nam 2014 – Nguyễn Lâm Diễm Trang, tuy nhiên cô rút lui vì thiếu thời gian chuẩn bị. Cuộc thi bị hoãn lại sang năm 2015, với chiến thắng của Phạm Thị Hương đến từ Hải Phòng. Cô đại diện cho Việt Nam tại Hoa hậu Hoàn vũ 2015 nhưng không đạt thành tích. Á hậu 1 là Ngô Trà My đến từ Hà Nội được chọn làm đại diện cho quốc gia tại Hoa hậu Hoàn vũ 2016, nhưng cô rút lui và kết hôn sau đó. Giám đốc Quốc gia năm 2015 là Dương Trương Thiên Lý đã bổ nhiệm cho Á hậu 2 là Đặng Thị Lệ Hằng đến từ Đà Nẵng thay thế. Trong khi đó tại Hoa hậu Hoàn vũ 2017, Việt Nam vẫn chưa có đại diện, ban tổ chức quyết định chọn người xuất sắc nhất trong Top 5 Hoa hậu Hoàn vũ Việt Nam 2015 để tham gia cuộc thi. Nguyễn Thị Loan được bổ nhiệm cho vị trí này.
Sang 2 năm sau, cuộc thi khởi động với định dạng mới là Tôi là Hoa hậu Hoàn vũ Việt Nam, nó giống như một chương trình huấn luyện các thí sinh trước chung kết. Cuộc thi năm đó, H'Hen Niê dành chiến thắng. Cô đại diện quốc gia tham dự Hoa hậu Hoàn vũ 2018 và đạt Top 5 chung cuộc. Á hậu 1 là Hoàng Thị Thùy đến từ Thanh Hóa đại diện quốc gia tham dự Hoa hậu Hoàn vũ 2019 và dừng chân ở Top 20 chung cuộc. Á hậu 2 là Mâu Thị Thanh Thủy được mời tham gia Hoa hậu Siêu quốc gia 2017 và Hoa hậu Trái Đất 2018 nhưng cô đã từ chối.
Cuộc thi năm 2019, với chiến thắng thuộc về Nguyễn Trần Khánh Vân cô đại diện quốc gia cho Hoa hậu Hoàn vũ 2020 và lọt Top 21 chung cuộc. Á hậu 1 là Nguyễn Huỳnh Kim Duyên đại diện quốc gia cho Hoa hậu Hoàn vũ 2021 và đạt Top 16 chung cuộc và dành ngôi vị Á hậu 2 tại Hoa hậu Siêu quốc gia 2022, thành tích cao nhất trong lịch sử sắc đẹp Việt tại Miss Supranational.

## Hoa hậu và Á hậu

### Hoa hậu Hoàn vũ Việt Nam – Miss Universe Vietnam (2008-2022), Miss Cosmo Vietnam (2023-nay)
-      Miss Universe Vietnam
-      Miss World Vietnam
-      Miss International Vietnam
-      Miss Universe Vietnam, Miss Supranational Vietnam
-      Miss Cosmo Vietnam

| Năm  | Hoa hậu                                          | Á hậu                                | Á hậu                                                        | Địa điểm tổ chức                                                      | Thí sinh tham gia |
| Năm  | Hoa hậu                                          | Á hậu 1                              | Á hậu 2                                                      | Địa điểm tổ chức                                                      | Thí sinh tham gia |
| ---- | ------------------------------------------------ | ------------------------------------ | ------------------------------------------------------------ | --------------------------------------------------------------------- | ----------------- |
| 2008 | Nguyễn Thùy Lâm (Hưng Yên)                       | Võ Hoàng Yến (Thành phố Hồ Chí Minh) | Dương Trương Thiên Lý (Đồng Tháp)                            | Vinpearl Event Hall, Nha Trang, Khánh Hòa                             | 30                |
| 2015 | Phạm Thị Hương (Hải Phòng)                       | Ngô Trà My (Hà Nội)                  | Đặng Thị Lệ Hằng (Đà Nẵng)                                   | Trung tâm Hội nghị Hoàn Vũ, Nha Trang, Khánh Hòa                      | 70                |
| 2017 | H'Hen Niê (Đắk Lắk)                              | Hoàng Thị Thùy (Thanh Hóa)           | Mâu Thị Thanh Thủy (Thành phố Hồ Chí Minh)                   | Trung tâm Hội nghị Hoàn Vũ, Nha Trang, Khánh Hòa                      | 70                |
| 2019 | Nguyễn Trần Khánh Vân (Thành phố Hồ Chí Minh)    | Nguyễn Huỳnh Kim Duyên (Cần Thơ)     | Phạm Hồng Thúy Vân (Thành phố Hồ Chí Minh)                   | Trung tâm Hội nghị Hoàn Vũ, Nha Trang, Khánh Hòa                      | 60                |
| 2022 | Nguyễn Thị Ngọc Châu (Tây Ninh)                  | Lê Thảo Nhi (Thành phố Hồ Chí Minh)  | Huỳnh Phạm Thủy Tiên (Đồng Tháp)                             | Trung tâm Hội chợ và Triển lãm Sài Gòn, Quận 7, Thành phố Hồ Chí Minh | 71                |
| Năm  | Hoa hậu                                          | Á hậu                                | Địa điểm tổ chức                                             | Địa điểm tổ chức                                                      | Thí sinh tham gia |
| 2023 | Bùi Thị Xuân Hạnh (Ninh Bình)                    | Hoàng Thị Nhung (Hà Nội)             | Tea Resort Prenn, Chân đèo Prenn, Phường 3, Đà Lạt, Lâm Đồng | Tea Resort Prenn, Chân đèo Prenn, Phường 3, Đà Lạt, Lâm Đồng          | 59                |
| 2025 | Nguyễn Hoàng Phương Linh (Thành phố Hồ Chí Minh) | Đỗ Cẩm Ly (Phú Thọ)                  | Paradise Resort, Hòn Miễu, Nha Trang, Khánh Hòa              | Paradise Resort, Hòn Miễu, Nha Trang, Khánh Hòa                       | 45                |

### Số lần chiến thắng
| Tỉnh/Thành phố        | Số lượng | Năm chiến thắng |
| Thành phố Hồ Chí Minh | 2        | 2019, 2025      |
| Hưng Yên              | 1        | 2008            |
| Hải Phòng             | 1        | 2015            |
| Đắk Lắk               | 1        | 2017            |
| Tây Ninh              | 1        | 2022            |
| Ninh Bình             | 1        | 2023            |

### Số lần Á Hậu
| Tỉnh/Thành phố        | Số lượng | Năm chiến thắng        |
| Thành phố Hồ Chí Minh | 4        | 2008, 2017, 2019, 2022 |
| Đồng Tháp             | 2        | 2008, 2022             |
| Hà Nội                | 2        | 2015, 2023             |
| Đà Nẵng               | 1        | 2015                   |
| Thanh Hóa             | 1        | 2017                   |
| Cần Thơ               | 1        | 2019                   |
| Phú Thọ               | 1        | 2025                   |

## Bộ sưu tập ảnh các Hoa hậu

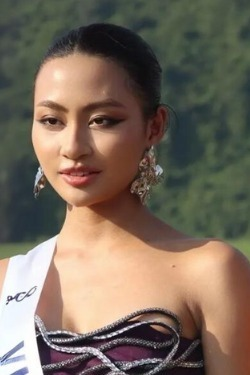
Hoa hậu Hoàn vũ Việt Nam 2023 Bùi Thị Xuân Hạnh, Ninh Bình
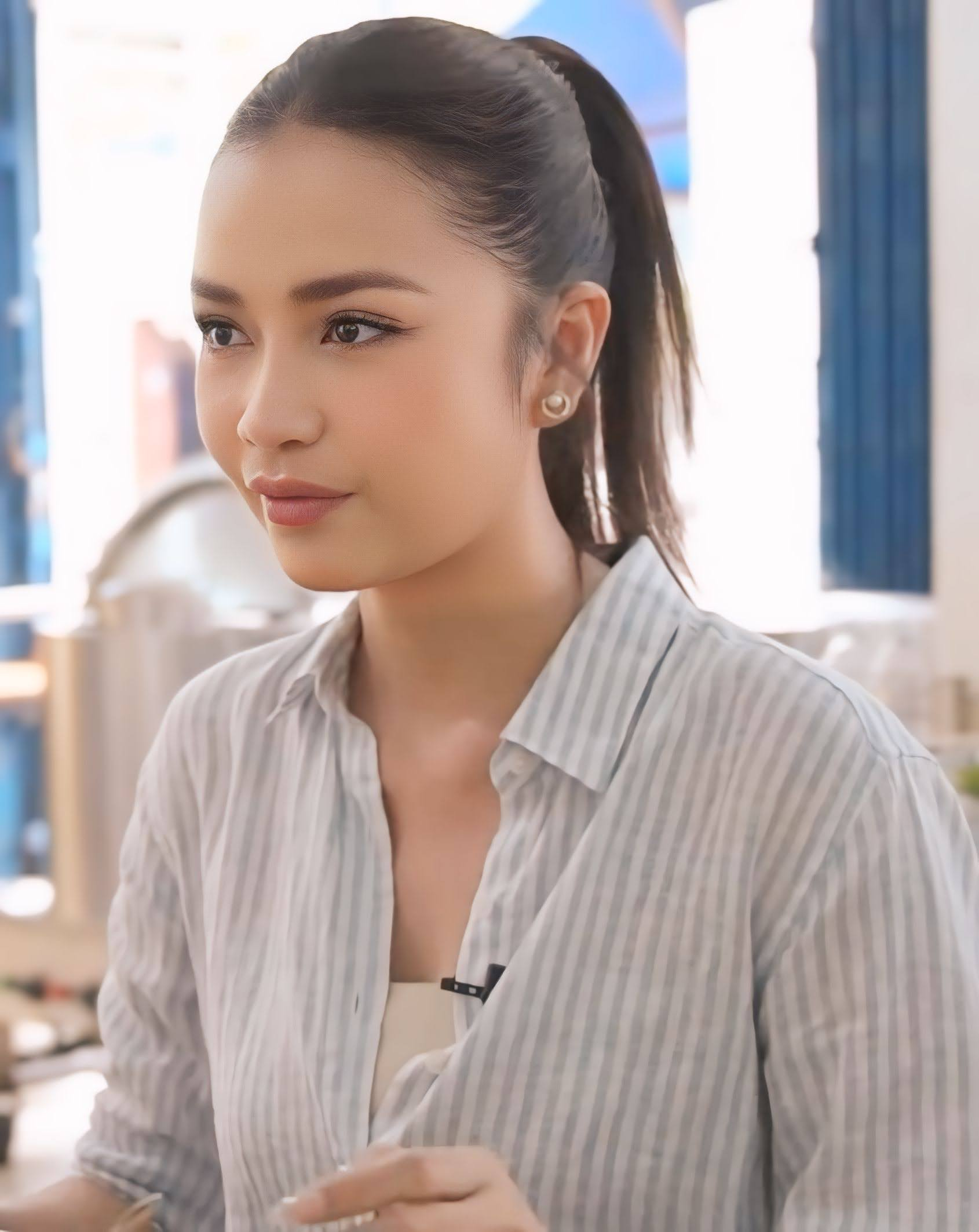
Hoa hậu Hoàn vũ Việt Nam 2022 Nguyễn Thị Ngọc Châu, Tây Ninh
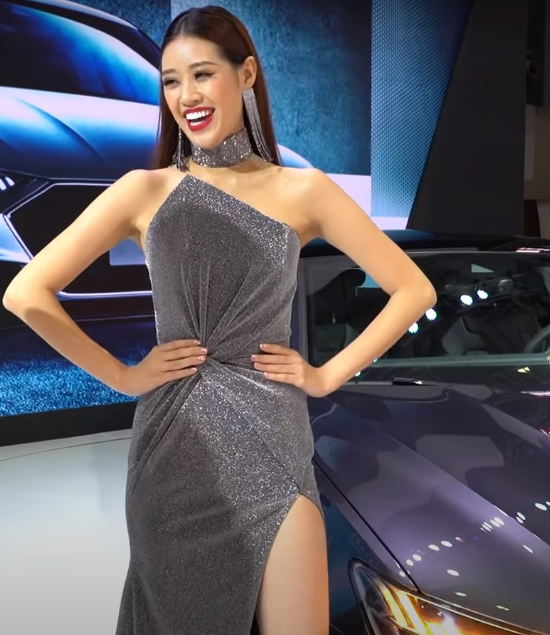
Hoa hậu Hoàn vũ Việt Nam 2019 Nguyễn Trần Khánh Vân, Thành phố Hồ Chí Minh
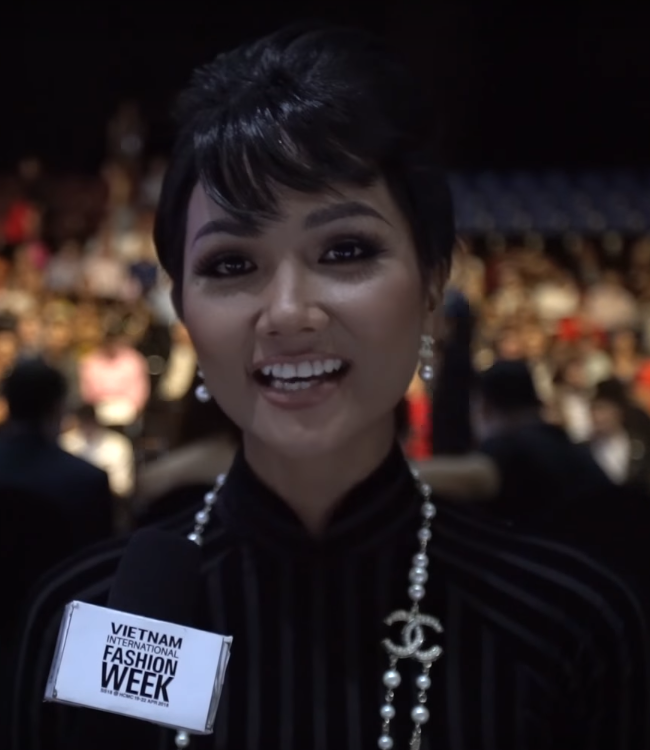
Hoa hậu Hoàn vũ Việt Nam 2017 H'Hen Niê, Đắk Lắk
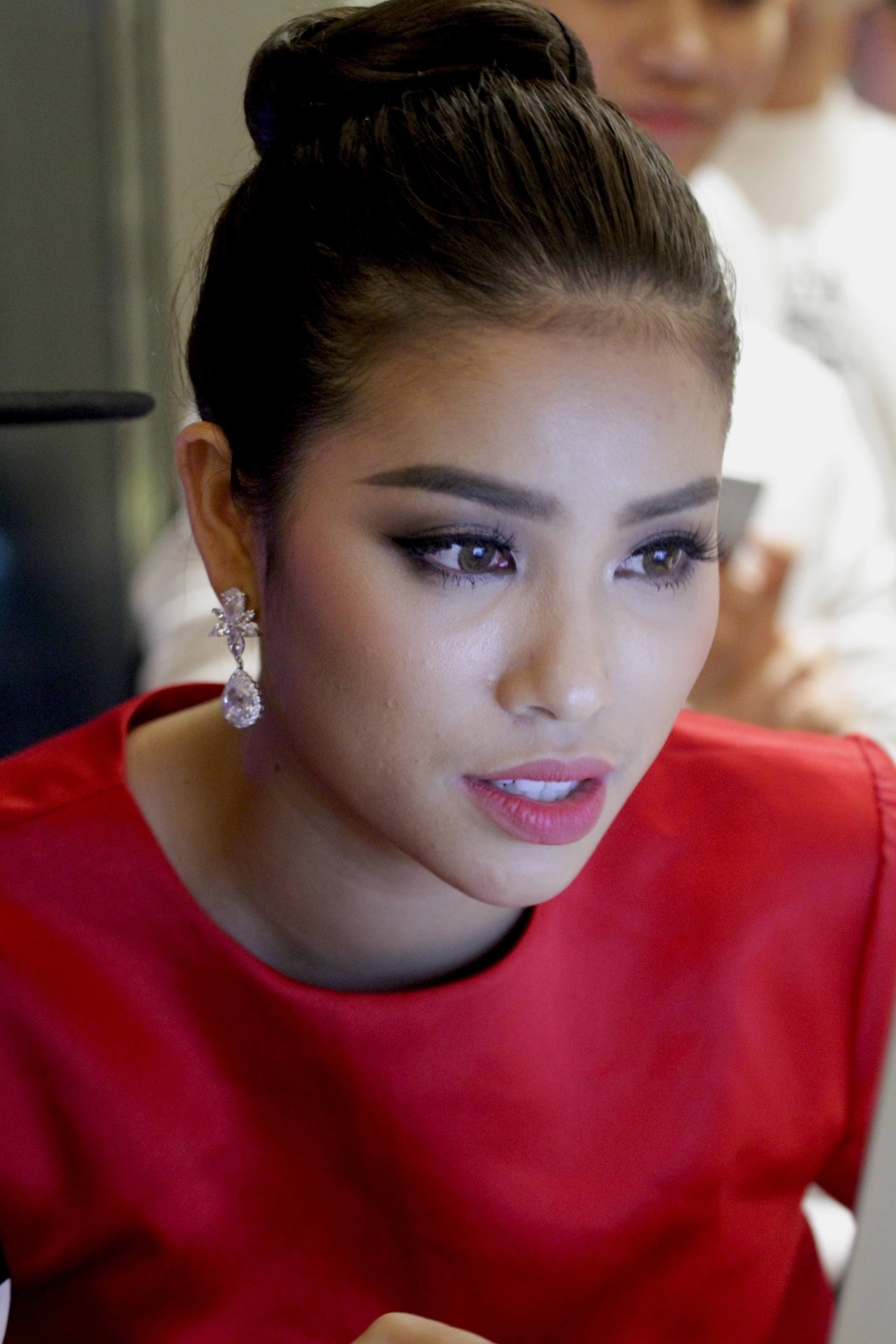
Hoa hậu Hoàn vũ Việt Nam 2015 Phạm Thị Hương, Hải Phòng

## Danh sách đại diện Việt Nam tạiHoa hậu Hoàn vũ Quốc tế
Từ năm 2023, Hoa hậu Hoàn vũ Việt Nam sẽ đại diện Việt Nam tại Hoa hậu Hoàn vũ Quốc tế.
- : Hoa hậu
- : Á hậu hoặc Top 5/6
- : Bán kết
- : Giải thưởng

| Năm  | Đại diện                 | Danh hiệu                     | Thứ hạng | Giải thưởng                |
| 2025 | Nguyễn Hoàng Phương Linh | Hoa hậu Hoàn vũ Việt Nam 2025 | TBA      | TBA                        |
| 2024 | Bùi Thị Xuân Hạnh        | Hoa hậu Hoàn vũ Việt Nam 2023 | Top 5    | 1 - - Best in Evening Gown |

## Danh sách đại diện Việt Nam tạiHoa hậu Hoàn vũ
Hoa hậu Hoàn vũ Việt Nam là cuộc thi được tổ chức định kỳ hai năm một lần kể từ năm 2015. Đối với những năm không có Hoa hậu đăng quang cuộc thi quốc gia, một người đẹp từng đạt thành tích cao tại cuộc thi khác hoặc giữ danh hiệu Á hậu Hoàn vũ Việt Nam (thường là Á hậu 1) sẽ được cử đi thi quốc tế vào năm đó. Tất cả các đại diện đều mang danh hiệu Hoa hậu Hoàn vũ Việt Nam chính thức.
- : Hoa hậu
- : Á hậu hoặc Top 5/6
- : Bán kết
- : Giải thưởng

| Năm  | Đại diện               | Danh hiệu                                                               | Thứ hạng       | Giải thưởng                                           |
| 2022 | Nguyễn Thị Ngọc Châu   | Hoa hậu Hoàn vũ Việt Nam 2022                                           | Không đạt giải | 1 - - Swimsuit Cape Vote                              |
| 2021 | Nguyễn Huỳnh Kim Duyên | Á hậu 1 Hoàn vũ Việt Nam 2019                                           | Top 16         | 1 - - People's Choice                                 |
| 2020 | Nguyễn Trần Khánh Vân  | Hoa hậu Hoàn vũ Việt Nam 2019                                           | Top 21         | 1 - - People's Choice                                 |
| 2019 | Hoàng Thị Thùy         | Á hậu 1 Hoàn vũ Việt Nam 2017                                           | Top 20         | Không đạt giải                                        |
| 2018 | H'Hen Niê              | Hoa hậu Hoàn vũ Việt Nam 2017                                           | Top 5          | 1 - - Top 10 Best National Costume                    |
| 2017 | Nguyễn Thị Loan        | Á hậu 2 Các dân tộc Việt Nam 2013 (Top 5 Hoa hậu Hoàn vũ Việt Nam 2015) | Không đạt giải | Không đạt giải                                        |
| 2016 | Đặng Thị Lệ Hằng       | Á hậu 2 Hoàn vũ Việt Nam 2015                                           | Không đạt giải | 1 - - Top 12 Best National Costume                    |
| 2015 | Phạm Thị Hương         | Hoa hậu Hoàn vũ Việt Nam 2015                                           | Không đạt giải | Không đạt giải                                        |
| 2013 | Trương Thị May         | Á hậu 2 Các dân tộc Việt Nam 2007                                       | Không đạt giải | Không đạt giải                                        |
| 2012 | Lưu Thị Diễm Hương     | Hoa hậu Thế giới người Việt 2010                                        | Không đạt giải | Không đạt giải                                        |
| 2011 | Vũ Thị Hoàng My        | Á hậu 1 Việt Nam 2010                                                   | Không đạt giải | Không đạt giải                                        |
| 2009 | Võ Hoàng Yến           | Á hậu 1 Hoàn vũ Việt Nam 2008                                           | Không đạt giải | Không đạt giải                                        |
| 2008 | Nguyễn Thùy Lâm        | Hoa hậu Hoàn vũ Việt Nam 2008                                           | Top 15         | 2 - - Top 5 Miss Aodai - Top 10 Best National Costume |
| 2005 | Phạm Thu Hằng          | Hoa khôi Hà Nội 2005                                                    | Không đạt giải | Không đạt giải                                        |
| 2004 | Hoàng Khánh Ngọc       | Giải Vàng Siêu mẫu Việt Nam 2004                                        | Không đạt giải | 1 - - Best Catwalk (voted by press)                   |

## Bê bối
Vì cuộc thi bị hoãn đến tận năm 2015 mới được tổ chức lại nên giai đoạn từ năm 2010 đến năm 2014, các đại diện Việt Nam tại cuộc thi lại là các Á hậu, Hoa hậu từ các cuộc thi khác. Hoa hậu Thế giới người Việt 2010 Lưu Thị Diễm Hương từng đại diện đi chinh chiến Hoa hậu Hoàn vũ 2012. Song, điều đáng nói là cô đã bí mật kết hôn từ năm 2011, tức đã vi phạm luật lệ của cuộc thi nói riêng cũng như quy định khi tham gia các đấu trường sắc đẹp của Việt Nam nói chung. Sự việc được phát hiện vào đầu năm 2014 khi cô bị chồng là doanh nhân Đinh Trường Chinh đệ đơn ly hôn tại Tòa án nhân dân cấp cao tại Thành phố Hồ Chí Minh. Sự việc này không chỉ cho thấy sự giả dối của cô mà còn phản ánh sự tắc trách, sơ suất, không chuyên nghiệp của đơn vị nắm bản quyền cuộc thi..
Một thí sinh của cuộc thi Hoa hậu Hoàn vũ Việt Nam 2017 khi trả lời câu hỏi của ban giám khảo trong buổi sơ khảo đã gây bất ngờ cho khán giả, đó là "mục đích đi thi hoa hậu để được nổi tiếng, kiếm được nhiều tiền giống như chị Phạm Hương". Câu trả lời tuy có phần ngô nghê, nhưng nó đã thẳng thắn tiết lộ sự thật trần trụi nhất: mong muốn của hầu hết các thí sinh khi đi thi Hoa hậu chỉ là để kiếm tiền cho bản thân, chứ chẳng ai quan tâm đến việc dùng danh hiệu để phục vụ cộng đồng xã hội
Đăng quang vào năm 2019, hoa hậu Nguyễn Trần Khánh Vân bị một bộ phận khán giả cho rằng không xứng đáng trở thành Hoa hậu Hoàn vũ Việt Nam vì nhan sắc và câu trả lời ứng xử không thuyết phục so với hai á hậu. Trong thời gian tham dự Hoa hậu Hoàn vũ 2020, cô tiếp tục nhận về nhiểu chỉ trích vì tiếng Anh không tốt, phải nhờ đến phiên dịch.

## Cuộc thi qua từng năm

### Hoa hậu Hoàn vũ Việt Nam 2015
Sau 7 năm, cuộc thi Hoa hậu Hoàn vũ Việt Nam 2015 chính thức được tổ chức tại Nha Trang, Khánh Hòa. Đêm chung kết diễn ra vào ngày 3 tháng 10.
Theo kế hoạch ban đầu, cuộc thi sẽ tổ chức vào năm 2014 để tìm kiếm đại diện đến Hoa hậu Hoàn vũ 2014. Tuy nhiên do Hoa hậu Việt Nam 2014 và Hoa hậu Đại dương Việt Nam 2014 đã được Bộ Văn hóa, Thể thao và Du lịch cấp phép nên cuộc thi phải hoãn và dời sang năm 2015.
Sau vòng sơ khảo, cuộc thi sẽ chọn ra Top 70 thí sinh hai miền Nam Bắc tranh tài. Họ tiếp tục tham gia các hoạt động trong khuôn khổ cuộc thi và khi kết thúc đêm thi Bán kết, từ 70 chỉ còn 45 thí sinh xuất sắc nhất được bước tiếp vào vòng chung kết.

### Hoa hậu Hoàn vũ Việt Nam 2017
Bắt đầu từ ngày 30 tháng 9, chương trình "Tôi là Hoa hậu Hoàn vũ Việt Nam 2017" được biên tập theo truyền hình thực tế. Đây là cuộc thi đầu tiên Công ty MultiMedia – NSX của Vietnam's Next Top Model kết hợp UniCrop làm đồng sản xuất cuộc thi.
Do ảnh hưởng nghiêm trọng và nặng nề của cơn bão Damrey, cuộc thi phải dời lại đêm chung kết từ ngày 2 tháng 12 sang ngày 6 tháng 1 năm 2018.

### Hoa hậu Hoàn vũ Việt Nam 2019
Bắt đầu từ ngày 4 tháng 10, chương trình "Tôi là Hoa hậu Hoàn vũ Việt Nam 2019" sẽ được lên sóng. Đây là chương trình được biên tập theo dạng truyền hình thực tế. Sẽ có 60 thí sinh được chọn từ vòng sơ khảo vào cuộc thi. Khác với năm 2015 và 2017, kể từ năm nay, các thí sinh thể hiện không tốt trong các phần thi, thử thách sẽ bị loại ngay và chỉ còn 45 thí sinh vào đến đêm Bán kết chứ không còn áp dụng việc loại thí sinh sau khi kết thúc đêm thi. Đây là năm đầu tiên các thí sinh kết hợp sử dụng số báo danh và đeo dải băng của tỉnh, thành phố mình đại diện giống với format cuộc thi Hoa hậu Hoàn vũ và Hoa hậu Mỹ.

### Hoa hậu Hoàn vũ Việt Nam 2022
Bắt đầu từ ngày 16 tháng 4, chương trình "Tôi là Hoa hậu Hoàn vũ Việt Nam 2022" sẽ được lên sóng. Đây là chương trình được biên tập theo dạng truyền hình thực tế. Sẽ có 71 thí sinh được chọn từ vòng sơ khảo vào cuộc thi. Khác với những năm trước, năm nay mỗi giám khảo có một "tấm vé vàng" và được quyền trao cho bất kỳ thí sinh để họ vào thẳng Top 71 chung cuộc và sẽ thực hiện theo mô hình 2 Team (đội), với 2 mentor là á hậu Mâu Thị Thanh Thủy và á hậu Nguyễn Huỳnh Kim Duyên, sau mỗi tập phát sóng sẽ có 5 thí sinh bị loại sau mỗi tập và chỉ có 41 thí sinh sẽ chính thức bước vào đêm Bán kết và Chung kết (trong đó có 7 trong số các thí sinh bị loại đến hết tập 5 được nhận 7 "tấm vé bạc" từ ban giám khảo để trở lại cuộc thi). Và là lần đầu tiên cuộc thi có thí sinh là người chuyển giới chính thức tham gia tranh tài là Đỗ Nhật Hà, cô từng đăng quang Hoa hậu Chuyển giới Việt Nam 2018, với "tấm vé vàng" danh dự trở thành thí sinh thứ 71 của cuộc thi.

## Dự thi Quốc tế
| Cuộc thi                                   | Đại diện                     | Danh hiệu                             | Thứ hạng                   | Giải thưởng đặc biệt |
| ------------------------------------------ | ---------------------------- | ------------------------------------- | -------------------------- | --- |
| Miss Universe 2004                         | Hoàng Khánh Ngọc             | Top 10 (2008)                         | Không đạt giải             | - Best Catwalk |
| Elite Model Look International 2005        | Hoàng Khánh Ngọc             | Top 10 (2008)                         | Không đạt giải             | Không |
| Miss Tourism International 2004            | Dương Thùy Linh              | Top 5 (2008)                          | Không đạt giải             | Không |
| Mrs Worldwide 2018                         | Dương Thùy Linh              | Top 5 (2008)                          | Mrs Worldwide              | - People Choice - Special Queen Awards                                                                                                  |
| Miss Earth 2006                            | Vũ Nguyễn Hà Anh             | Top 10 (2008)                         | Không đạt giải             | - 1st Runner-up Miss Talent |
| Miss Vietnam Global 2008                   | Vũ Nguyễn Hà Anh             | Top 10 (2008)                         | 2nd Runner-up              | Không |
| Miss Universe 2008                         | Nguyễn Thùy Lâm              | Hoa hậu (2008)                        | Top 15                     | - Top 5 Miss Aodai - Top 10 Best National Costume                                                                                       |
| Miss World 2008                            | Dương Trương Thiên Lý        | Á hậu 2 (2008)                        | Không đạt giải             | - People's Choice Award - Miss Golf Sports                                                                                              |
| Miss Universe 2009                         | Võ Hoàng Yến                 | Á hậu 1 (2008)                        | Không đạt giải             | Không |
| Miss ASEAN 2013                            | Phạm Thị Hương               | Hoa hậu (2015)                        | Không đạt giải             | Không |
| Miss World Sport 2014                      | Phạm Thị Hương               | Hoa hậu (2015)                        | 1st Runner-up              | Không |
| Miss Universe 2015                         | Phạm Thị Hương               | Hoa hậu (2015)                        | Không đạt giải             | Không |
| Miss World 2014                            | Nguyễn Thị Loan              | Top 5 (2015)                          | Top 25                     | - Top 10 Miss Talent - Top 20 Beauty with a Purpose - Top 32 Sports                                                                     |
| Miss Grand International 2016              | Nguyễn Thị Loan              | Top 5 (2015)                          | Top 20                     | - Top 10 Best National Costume |
| Miss Universe 2017                         | Nguyễn Thị Loan              | Top 5 (2015)                          | Không đạt giải             | Không |
| Elite Model Look International 2014        | Đặng Thị Lệ Hằng             | Á hậu 2 (2015)                        | Không đạt giải             | Không |
| Miss Universe 2016                         | Đặng Thị Lệ Hằng             | Á hậu 2 (2015)                        | Không đạt giải             | - Top 12 Best National Costume |
| Miss World 2016                            | Trương Thị Diệu Ngọc         | Top 10 (2015)                         | Không đạt giải             | - Top 37 Beauty with a Purpose |
| Miss Earth 2016                            | Nguyễn Thị Lệ Nam Em         | Top 10 (2015)                         | Top 8                      | - Miss Photogenic - 1st Runner-up Miss Talent - 1st Runner-up Long Gown Competition - Top 3 Best Eco Video                              |
| Asia's Next Top Model 2016                 | Ngô Thị Quỳnh Mai            | Top 45 (2015) Top 70 (Rút lui) (2017) | Top 12                     | Không |
| Miss World 2017                            | Đỗ Mỹ Linh                   | Top 15 (2015)                         | Top 40                     | - Head-to-Head Challenge Winner - Beauty with a Purpose Winner - Top 10 Multimedia - Top 10 People's Choice Award                       |
| The Miss Globe 2017                        | Đỗ Trần Khánh Ngân           | Top 15 (2015)                         | The Miss Globe             | - Top 5 Miss Popular Vote - Top 8 Miss Talent                                                                                           |
| Miss Eco International 2017                | Nguyễn Thị Thành             | Top 45 (2015)                         | 3rd Runner-up              | - Top 3 Best Eco Dress - Top 5 Miss Sport - Top 10 Miss Talent - Top 15 Best Resort Wear                                                |
| Miss Asia Beauty 2017                      | Hoàng Thị Hạnh               | Top 45 (2015)                         | 1st Runner-up              | Không |
| Miss Earth 2019                            | Hoàng Thị Hạnh               | Top 45 (2015)                         | Không đạt giải             | - Best Resort Wear - 2nd Runner-up Best National Costume (Asia & Oceania) - 2nd Runner-up Miss Congeniality                             |
| Miss ASEAN 2014                            | Nguyễn Thị Bảo Như           | Top 45 (Rút lui) (2015)               | Không đạt giải             | Không |
| Miss Intercontinental 2016                 | Nguyễn Thị Bảo Như           | Top 45 (Rút lui) (2015)               | Không đạt giải             | Không |
| Miss Vietnam Beauty Global 2017            | Bùi Thị Như Ý                | Top 45 (2015)                         | Miss Vietnam Beauty Global | Không |
| Miss World Next Top Model 2018             | H'Ăng Niê                    | Top 45 (2015)                         | 2nd Runner-up              | Không |
| Miss Model of the World 2018               | Nguyễn Thị Ngọc Huyền        | Top 45 (2015)                         | Không đạt giải             | Không |
| Miss Vietnam World France 2019             | Trình Thị Mỹ Duyên           | Top 45 (2015)                         | 5th Runner-up              | Không |
| Miss Universe 2018                         | H'Hen Niê                    | Hoa hậu (2017)                        | Top 5                      | - Top 10 Best National Costume |
| Top Model of the World 2012                | Hoàng Thị Thùy               | Á hậu 1 (2017)                        | Top 15                     | - Best Catwalk |
| Miss Universe 2019                         | Hoàng Thị Thùy               | Á hậu 1 (2017)                        | Top 20                     | Không |
| The Miss Globe 2013                        | Nguyễn Thị Anh               | Top 15 (2017) Top 45 (2019)           | Top 10                     | Không |
| Top Model of the World 2015                | Nguyễn Thị Anh               | Top 15 (2017) Top 45 (2019)           | Không đạt giải             | Không |
| Miss Onelife 2019                          | Nguyễn Thị Anh               | Top 15 (2017) Top 45 (2019)           | 3rd Runner-up              | Không |
| Miss All Nations 2017                      | Nguyễn Thị Thanh Trang       | Top 70 (2017)                         | 2nd Runner-up              | - Miss All Nations Asia |
| Miss Earth 2020                            | Thái Thị Hoa                 | Top 70 (2017)                         | Không đạt giải             | - Best National Costume (Asia & Oceania) - 2nd Runner-up Best Long Gown (Asia & Oceania) - Top 15 Jewel Beauty Strong Earth Ambassador  |
| Miss Global 2022                           | Đoàn Thị Hồng Trang          | Top 45 (2017)                         | Top 25                     | Không |
| Miss International 2015                    | Phạm Hồng Thúy Vân           | Á hậu 2 (2019)                        | 3rd Runner-up              | Không |
| Miss Asia Beauty 2017                      | Nguyễn Đặng Tường Linh       | Top 15 (2019)                         | Miss Asia Beauty           | Không |
| Miss Intercontinental 2017                 | Nguyễn Đặng Tường Linh       | Top 15 (2019)                         | Top 18                     | - TGBC People's Choice |
| Miss China-Asean Etiquette 2018            | Nguyễn Ngọc Thanh Ngân       | Top 45 (2019)                         | Top 10                     | Không |
| Miss Universe 2020                         | Nguyễn Trần Khánh Vân        | Top 10 (2015) Hoa hậu (2019)          | Top 21                     | - People's Choice |
| Miss Universe 2021                         | Nguyễn Huỳnh Kim Duyên       | Á hậu 1 (2019)                        | Top 16                     | - People's Choice |
| Miss Supranational 2022                    | Nguyễn Huỳnh Kim Duyên       | Á hậu 1 (2019)                        | 2nd Runner-up              | - Supra Model Asia - Supra Chat Winner                                                                                                  |
| Miss Earth 2021                            | Nguyễn Thị Vân Anh           | Top 45 (2019)                         | Không đạt giải             | Không |
| Miss ASEAN Friendship 2017                 | Tô Mai Thùy Dương            | Top 71 (2022)                         | Top 10                     | Không |
| World Miss University 2017                 | Tô Mai Thùy Dương            | Top 71 (2022)                         | Không đạt giải             | - Miss Tera |
| Miss China-Asean Etiquette 2017            | Trần Tuyết Như               | Top 16 (2022)                         | 1st Runner-up              | Không |
| Miss Model of the World 2017               | Đỗ Trịnh Quỳnh Như           | Top 41 (2022)                         | Không đạt giải             | Không |
| Miss Supranational 2017                    | Nguyễn Đình Khánh Phương     | Top 71 (2022)                         | Top 25                     | - Miss Internet |
| Miss International Queen 2019              | Đỗ Nhật Hà                   | Top 41 (2022)                         | Top 6                      | - Most Popular Introductory Video - Top 5 Best Evening Gown - Top 12 Best Talent                                                        |
| Miss Asia Pacific International 2019       | Nguyễn Thị Thu Hiền          | Top 41 (2022)                         | Không đạt giải             | - Missosoloy's Choice |
| World Miss University 2019                 | Nguyễn Thị Thanh Khoa        | Top 10 (2022)                         | World Miss University      | - Top 5 Miss Talent |
| Miss Supranational 2019                    | Nguyễn Thị Ngọc Châu         | Hoa hậu (2022)                        | Top 10                     | - Miss Supranational Asia - Winner – Supra Chat with Valeria Episode 2 - 2nd Place Miss Elegance                                        |
| Miss Universe 2022                         | Nguyễn Thị Ngọc Châu         | Hoa hậu (2022)                        | Không đạt giải             | - Swimsuit Cape Vote |
| Miss Aodai Vietnam World 2017              | Bùi Quỳnh Hoa                | Top 45 (2017) Top 10 (2022)           | Miss Aodai Vietnam World   | Không |
| Supermodel International 2022              | Bùi Quỳnh Hoa                | Top 45 (2017) Top 10 (2022)           | Supermodel International   | - Best National Costume |
| Miss Universe 2023                         | Bùi Quỳnh Hoa                | Top 45 (2017) Top 10 (2022)           | Không đạt giải             | Không |
| Miss Earth 2022                            | Thạch Thu Thảo               | Top 71 (2022)                         | Top 20                     | Không |
| Miss CosmoWorld 2022                       | Nguyễn Thị Ngọc Tuyết        | Top 71 (2022)                         | Không đạt giải             | - Miss Charming |
| Miss Charm 2023                            | Đặng Dương Thanh Thanh Huyền | Top 15 (2015)                         | Top 20                     | - Miss Tourism |
| Miss Grand International 2023              | Lê Hoàng Phương              | Top 10 (2019) Top 5 (2022)            | 4th Runner-up              | - Top 5 Before Arrival - Best National Costume - Top 2 Country's Power of The Year - Top 18 Grand Voice Award - Top 10 Best in Swimsuit |
| Miss Tourism Queen Worldwide 2023          | Nguyễn Thị Thanh Thùy        | Top 71 (2022) Top 40 (2023)           | 4th Runner-up              | - Best in Evening Gown |
| Miss Tourism International 2023            | Hồ Nguyễn Kiều Oanh          | Top 59 (2023)                         | Không đạt giải             | Không |
| Miss Cosmo 2024                            | Bùi Thị Xuân Hạnh            | Hoa hậu (2023)                        | Top 5                      | - Best in Evening Gown |
| Miss Earth 2024                            | Cao Thị Ngọc Bích            | Top 41 (2022)                         | Không đạt giải             | Không |
| Miss Tourism International 2024            | Vũ Quỳnh Trang               | Top 10 (2019) Top 41 (2022)           | Top 10                     | - Miss Southeast Asia Tourism Ambassador - Best in National Costume                                                                     |
| Miss Culture Friendship International 2025 | Nguyễn Thanh Thanh           | Top 71 (2022) Top 40 (2023)           | 2nd Runner-up              | - Best in Swimsuit |
| Miss Global 2026                           | Kiều Thị Thúy Hằng           | Top 15 (2019) Top 10 (2023)           | TBA                        | TBA |
| Miss Asia 2016                             | Phạm Huỳnh Thủy Tiên         | Top 10 (2025)                         | Miss Asia                  | Không |
| Miss Celebrity International 2024          | Trương Thị Thùy Trang        | Top 45 (2025)                         | Top 20                     | Best Voice to The World Best in National Costume Top 3 Miss Eco Costume                                                                 |
| Miss Cosmo 2025                            | Nguyễn Hoàng Phương Linh     | Hoa hậu (2025)                        | TBA                        | TBA |

## Thông tin các đại diện Việt Nam tại các cuộc thi quốc tế
Xem thêm: Danh sách đại diện của Việt Nam tại các cuộc thi sắc đẹp lớn
- Hoàng Khánh Ngọc từng đoạt Giải vàng Siêu mẫu Việt Nam 2004 và là đại diện Việt Nam đầu tiên tham gia Hoa hậu Hoàn vũ vào năm 2004 và đại được giải phụ Best Catwalk (Nữ hoàng sàn diễn) do báo chí và phóng viên Ecuador bình chọn.
- Nguyễn Thùy Lâm là đại diện Việt Nam đầu tiên lọt vào Top 15 thí sinh xuất sắc nhất tại Hoa hậu Hoàn vũ 2008 được tổ chức tại Việt Nam.
- Võ Hoàng Yến từng đoạt giải vàng Siêu mẫu Việt Nam 2008.
- Dương Trương Thiên Lý được đề cử tham dự Hoa hậu Thế giới 2008, đoạt giải Hoa hậu được bình chọn nhiều nhất đồng thời Thiên Lý là Hoa hậu có cú đánh golf xa nhất tại giải Miss Golf. Hiện cô đang là Giám đốc Quốc gia của cuộc thi.
- Vũ Thị Hoàng My là Á hậu 1 Hoa hậu Việt Nam 2010 đại diện cho Việt Nam trong cuộc thi Hoa hậu Hoàn vũ 2011 và Hoa hậu Thế giới 2012 nhưng đều không có giải.
- Nguyễn Thị Loan lọt Top 5 Hoa hậu Việt Nam 2010 và đoạt giải phụ Người đẹp biển, Á hậu 2 Hoa hậu các dân tộc Việt Nam 2013; Top 25 (đứng thứ 13 trên tổng số 122 thí sinh đại diện) tại cuộc thi Hoa hậu Thế giới năm 2014 tổ chức tại Vương quốc Liên hiệp Anh và Bắc Ireland và các giải phụ (Top 20 Hoa hậu nhân ái/Beauty with a Purpose, Top 29 Hoa hậu thể thao/Sports); Top 20 (đứng thứ 11) trên tổng số 77 thí sinh đại diện) tại cuộc thi Hoa hậu Hòa bình Quốc tế 2016 tổ chức tại Hoa Kỳ và giải phụ Top 10 Trang phục dân tộc đẹp nhất/Best National Custome. Cô là đại diện cho Việt Nam trong cuộc thi Hoa hậu Hoàn vũ 2017 tại Las Vegas. Cô là người đẹp thứ hai sau Hoàng My tham gia hai cuộc thi sắc đẹp lớn nhất hành tinh.
- H'Hen Niê là người dân Ê-Đê đầu tiên đại diện Việt Nam tại Hoa hậu Hoàn vũ và là đại diện có thành tích tốt nhất hiện tại với vị trí Top 5 Hoa hậu Hoàn vũ 2018.
- Hoàng Thị Thùy là Á hậu 1 Hoa hậu Hoàn vũ Việt Nam 2017 được bổ nhiệm là Miss Universe Vietnam 2019 vào ngày 6/5/2019 bởi Dương Trương Thiên Lý và chính thức là đại diện Việt Nam tham gia Hoa hậu Hoàn vũ 2019.
- Nguyễn Trần Khánh Vân là thí sinh có số bình chọn cao nhất lịch sử Hoa hậu Hoàn vũ.
- Nguyễn Huỳnh Kim Duyên là thí sinh có số bình chọn cao nhất (B2B  Vote).

## Vương miện
Vương miện Hoa hậu Hoàn vũ là vương miện cao quý của 1 trong 2 đấu trường nhan sắc cấp quốc gia của Việt Nam.

### Vương miện củaThùy Lâm(2008)
Cuộc thi Hoa hậu Hoàn vũ Việt Nam được tổ chức lần đầu vào năm 2008 với chiến thắng thuộc về Nguyễn Thùy Lâm.
Chi phí ban đầu dành cho vương miện là 5.000 USD, sau khi chế tác xong đã lên đến 12.000 USD vì ban tổ chức đã đồng ý gắn thêm các hạt pha lê Swarovski (của Áo) lên chiếc vương miện.
Chiếc vương miện làm bằng bạch kim 18k, với 555 viên kim cương trắng tổng cộng 30 carat, 375 viên kim cương màu (14 carat), 10 viên pha lê (20 carat) và 19 viên đá quý morganite (60 carat).

### Vương miện củaPhạm Hương(2015)
Đến tận năm 2015, Hoa hậu Hoàn vũ Việt Nam mới được tổ chức trở lại với sự đăng quang của Phạm Hương.
Khi đó, Hoa hậu Hoàn vũ Việt Nam 2008 – Thuỳ Lâm đã trao vương miện cho Phạm Hương – Tân hoa hậu Hoàn vũ Việt Nam 2015. Được biết, vương miện có trị giá 2,2 tỷ đồng.
Vương miện của Phạm Hương có 5 viên ngọc trai vàng to tượng trưng cho 5 thành phố lớn (Hà Nội, TP.HCM, Hải Phòng, Đà Nẵng và Cần Thơ). 58 viên đá quý sắc hồng là 58 tỉnh thành cùng vươn lên phát triển, hội nhập quốc tế. Chân vương miện viền 54 viên ngọc trai mang ý nghĩa về sự đoàn kết của 54 dân tộc anh em. Đặc biệt, 2015 viên đá quý được đính khắp vương miện đại diện cho năm 2015. Ngoài ra, 18 viên ngọc trai ánh xà cừ chính là hình ảnh tưởng nhớ về 18 vị vua Hùng.

### Vương miện Empower –H'Hen Nie(2017)
Hoa hậu Hoàn vũ Việt Nam 2017 là lần thứ 3 được tổ chức. Tân hoa hậu được đội 1 vương miện mới – vương miện Empower.
H'Hen Niê là người kế nhiệm của Phạm Hương. Theo quy định, vương miện Hoa hậu Hoàn vũ Việt Nam 2017 sẽ được trao lại cho đương kim Hoa hậu Hoàn vũ Việt Nam 2019. Tuy nhiên, H'Hen Niê được giữ lại vương miện hoa hậu năm 2017 như một món quà kỷ niệm bởi cô đã có những thể hiện vô cùng xuất sắc tại cuộc thi Hoa hậu Hoàn vũ 2018.
Chiếc vương miện của H'Hen Niê tên "Empower" trị giá 2,7 tỷ đồng, được chế tác từ 10 viên ngọc trai South Sea (ngọc nước mặn được nuôi cấy tự nhiên), nổi bật giữa 49 viên ngọc trai Akoya và 1.165 viên đá shapphire.

#### Tiara (2017)
Tiara là vương miện dành riêng cho 2 á hậu 1 và 2 của Hoa hậu Hoàn vũ Việt Nam 2017. Cả 2 chiếc vương miện của cả 2 á hậu đều cùng tên là Tiara.
Hai chiếc vương miện hay được trao cho á hậu 1 là Hoàng Thùy và á hậu 2 là Mâu Thủy.
Tiara dành cho Á hậu 1 trị giá 1 tỉ đồng, được tạo nên từ 7 viên ngọc trai South Sea vốn được mệnh danh là "đại trân châu", kết hợp cùng 9 viên ngọc trai Akoya nổi lên trên nét thiết kế uốn lượn, tượng trưng cho niềm tin, khát vọng vươn tới tầm cao mới. Vương miện được đính hàng ngàn viên đá sapphire.
Tiara dành cho Á hậu 2 trị giá 800 triệu đồng, mang sắc trắng của ngọc trai kết hợp cùng với đá sapphire, thể hiện nét đẹp tâm hồn thuần khiết, đồng thời ánh lên những màu sắc khác nhau, tượng trưng cho sự biến hóa không ngừng, vượt qua mọi khó khăn và thử thách trong cuộc sống

### Vương miện Brave Heart –Khánh Vân(2019)
Hoa hậu Hoàn Vũ Việt Nam 2017 – H'Hen Niê đến từ Đắk Lắk đã trao vương miện Brave Heart cho người kế nhiệm Nguyễn Trần Khánh Vân cũng là đương kim Hoa hậu Hoàn vũ Việt Nam 2019.
Vương miện của Tân Hoa hậu Hoàn vũ Việt Nam 2019 có tên là Brave Heart (Trái tim dũng cảm), được làm trong suốt 6 tháng. Ban tổ chức từ chối tiết lộ giá trị của vương miện.
Vương miện được đính kết 52 viên ngọc trai nhỏ mang biểu tượng của hình ảnh thanh khiết, 26 viên ngọc trai được biết đến là những "Đại trân châu" mang vẻ cao sang quyền quý. Ngoài ra, sự lung linh của vương miện còn là sự góp mặt của 1371 viên đá quý trắng và 845 viên đá quý tím.

### Vương miện Phoenix by IJC (2019)
Phoenix by IJC là vương miện đặc biệt dành cho á hậu 1 Kim Duyên khi cô được chỉ định là "Miss Universe Vietnam 2021", cô cũng là đại diện Việt Nam tại Hoa hậu Hoàn vũ 2021.
Vương miện được lấy cảm hứng từ hình ảnh chim Phượng Hoàng – biểu tượng của sự may mắn, quyền lực và giàu sang.
Theo công bố của IJC, vương miện đã sử dụng 20 nhân sự với hơn 600 giờ làm việc và 3.190 viên đá quý. Trong đó có 3 viên đá quý vàng làm chủ đạo và 3.187 viên đá tấm trắng khắc họa hình ảnh Phượng hoàng trên chất liệu vàng trắng.

### Vương miện Infinity by IJC –Ngọc Châu(2022)
Hoa hậu Hoàn vũ Việt Nam 2019 – Nguyễn Trần Khánh Vân đã trao vương miệng Infinity by IJC cho tân Hoa hậu Hoàn vũ Việt Nam 2022 – Nguyễn Thị Ngọc Châu và cô sẽ đại diện Việt Nam tại Hoa hậu Hoàn vũ 2022.
Vương miện được chế tác hoàn toàn từ vàng trắng cao cấp với 279 viên sapphire vàng và 2137 viên kim cương. Trong đó có 3 viên sapphire vàng ở vị trí trung tâm làm chủ đạo.

#### Tiara (2022)
Tiara là vương miện dành riêng cho 2 đương kim á hậu 1 và 2, của Hoa hậu Hoàn vũ Việt Nam 2022. Cả 2 chiếc vương miện của cả 2 á hậu đều cùng tên là Tiara. Người sỡ hữu 2 chiếc Tiara là Á hậu 1 là Lê Thảo Nhi đến từ TP.HCM và á hậu 2 là Huỳnh Phạm Thủy Tiên đến từ Đồng Tháp.
2 chiếc Tiara có thiết kế giá giống vương miệng Infinity nhưng với kích thước nhỏ hơn.

### Vương miện Tre'15 The Crown (2023-nay)
Người sở hữu chiếc vương miện này Hoa hậu Hoàn vũ Việt Nam 2023 – Bùi Thị Xuân Hạnh đến từ Ninh Bình và Hoa hậu Hoàn vũ Việt Nam 2025 – Nguyễn Hoàng Phương Linh đến từ Thành phố Hồ Chí Minh.
Bắt đầu từ năm này, cuộc thi thiết kế vương miện Hoa hậu Hoàn vũ Việt Nam được tổ chức. Vượt qua nhiều đối thủ, Nguyễn Minh Thuyết, cựu sinh viên ngành thiết kế thời trang của Trường ĐH Kiến trúc TP.HCM, đã giành chiến thắng tại cuộc thi thiết kế vương miện Hoa hậu Hoàn vũ Việt Nam 2023. Chiếc vương miện Tre’15 The Crown đã được đơn vị chế tác kim cương Ngọc Châu Âu phát triển, thực hiện mẫu thật từ bản vẽ thiết kế mang tên The symphony of galactic flow của Thuyết. Vương miện là sự hài hòa giữa yếu tố truyền thống và hiện đại. Chiếc vương miện tôn vinh giá trị cốt lõi của người phụ nữ như: công, dung, ngôn, hạnh… đồng thời đặt kỳ vọng tân hoa hậu sẽ tạo ra những dự án nhân ái đóng góp cho xã hội. Ngoài ra, chiếc vương miện sẽ được sử dụng cho đêm chung kết, đồng thời cũng là kỷ niệm 15 năm tổ chức cuộc thi Hoa hậu Hoàn vũ Việt Nam, mang ý nghĩa mở ra một kỷ nguyên nhan sắc mới. Tre’15 The Crown được bọc bạch kim nguyên chất, đính 3 viên Blue Sapphire Princess tại vị trí trung tâm tổng cộng 130.4ct. Ngoài ra, vương miện còn đính 100 viên kim cương xanh Marquise và 744 viên đá White Zirconia với nhiều kích thước khác nhau, sáng lấp lánh bao phủ toàn vương miện.

#### Tre'15 The Tiara (2023-nay)
Tre'15 The Tiara là chiếc vương miện dành cho Tân Á hậu Hoàn vũ Việt Nam từ năm 2023. Người sở hữu chiếc vương miện này là Á hậu Hoàn vũ Việt Nam 2023 – Hoàng Thị Nhung đến từ Hà Nội và Á hậu Hoàn vũ Việt Nam 2025 – Đỗ Cẩm Ly đến từ Phú Thọ.